# Football Club Rapid Mansfeldia Hamm Benfica
El Football Club Rapid Mansfeldia Hamm Benfica, també conegut com a FC RM Hamm Benfica, és un equip de futbol de Luxemburg que milita en la Lliga luxemburguesa de futbol, la lliga de futbol més important del país.

## Història
El club va ser fundat el 26 de març del 2004 al barri d'Hamm de la Ciutat de Luxemburg a propòsit de la fusió dels equips FC Hamm 37 (fundat el 1937) i el FC RM 86 (fundat l'any 1986), a propòsit de la fusió dels equips FC Rapid Neeudorf (fundat el 1909) i FC Mansfeldia Clausen-Cents (fundat el 1919).
Es van iniciar a l'Éirepromotioun a la temporada 2005/06, temporada on es van situar a la 6a posició, encara que a la temporada 2007/08 van jugar la seva primers temporada a la Lliga luxemburguesa de futbol, després de guanyar el títol del segon nivell.

## Palmarès
- Éirepromotioun: 2

2006/07, 2014/15